# Rachovia
Rachovia là một chi cá trong họ Aplocheilidae, gồm các loài cá bản địa của vùng Nam Mỹ.

## Các loài
Hiện hành có 04 loài được ghi nhận trong chi này:
- Rachovia brevis (Regan, 1912)
- Rachovia hummelincki de Beaufort, 1940
- Rachovia maculipinnis (Radda, 1964)
- Rachovia pyropunctata Taphorn & Thomerson, 1978